# Stadtbezirk 6 (Düsseldorf)
Der Stadtbezirk 6 ist einer von zehn Stadtbezirken der nordrhein-westfälischen Landeshauptstadt Düsseldorf. Er umfasst die nordöstlichen Stadtteile Lichtenbroich, Unterrath, Rath und Mörsenbroich. Die Form der Stadtbezirke zur Gliederung der Stadt Düsseldorf wurde 1975 eingeführt. Der Sitz der Bezirksverwaltung befindet sich auf der Münsterstraße 519 in Düsseldorf-Rath.
Im Gegensatz zu anderen nordrhein-westfälischen Großstädten wie zum Beispiel Köln oder Duisburg haben die Stadtbezirke in Düsseldorf nicht über Eigennamen, sondern werden lediglich mit einer Ziffer bezeichnet.

## Beschreibung des Stadtbezirks
Der Stadtbezirk 6 wird im Norden vom Düsseldorfer Flughafen sowie der Stadtgrenze zu Ratingen und im Osten vom Aaper Wald begrenzt. Nach Süden und Westen sind die Bezirksgrenzen nur an Straßenschildern erkennbar, da die Bebauung an die der benachbarten Stadtbezirke 1, 2, 5 und 7 anschließt.
Prägend für den Stadtbezirk war die Industrie, insbesondere das Mannesmannröhren-Werk in Rath, das heute unter dem Namen Vallourec firmiert. Mit der Verlagerung von Standorten und Produktionseinstellungen sind auf anderen alten Industriegeländen moderne Gewerbe- und Büroparks entstanden, begünstigt durch die Verkehrsanbindung an die Bundesautobahnen A 44 und A 52 und die Nähe zum Flughafen.
Der Stadtbezirk 6 ist dicht besiedelt. Die Sozialstruktur und die Bebauungsstruktur sind sehr heterogen. Villen stehen neben Siedlungsreihenhäusern der Nachkriegszeit, Genossenschaftswohnungen aus den 1920er-Jahren oder Hochhäusern der 1970er-Jahre. Näheres findet sich in den Artikeln zu den einzelnen Stadtteilen.

## Geschichte des Stadtbezirks

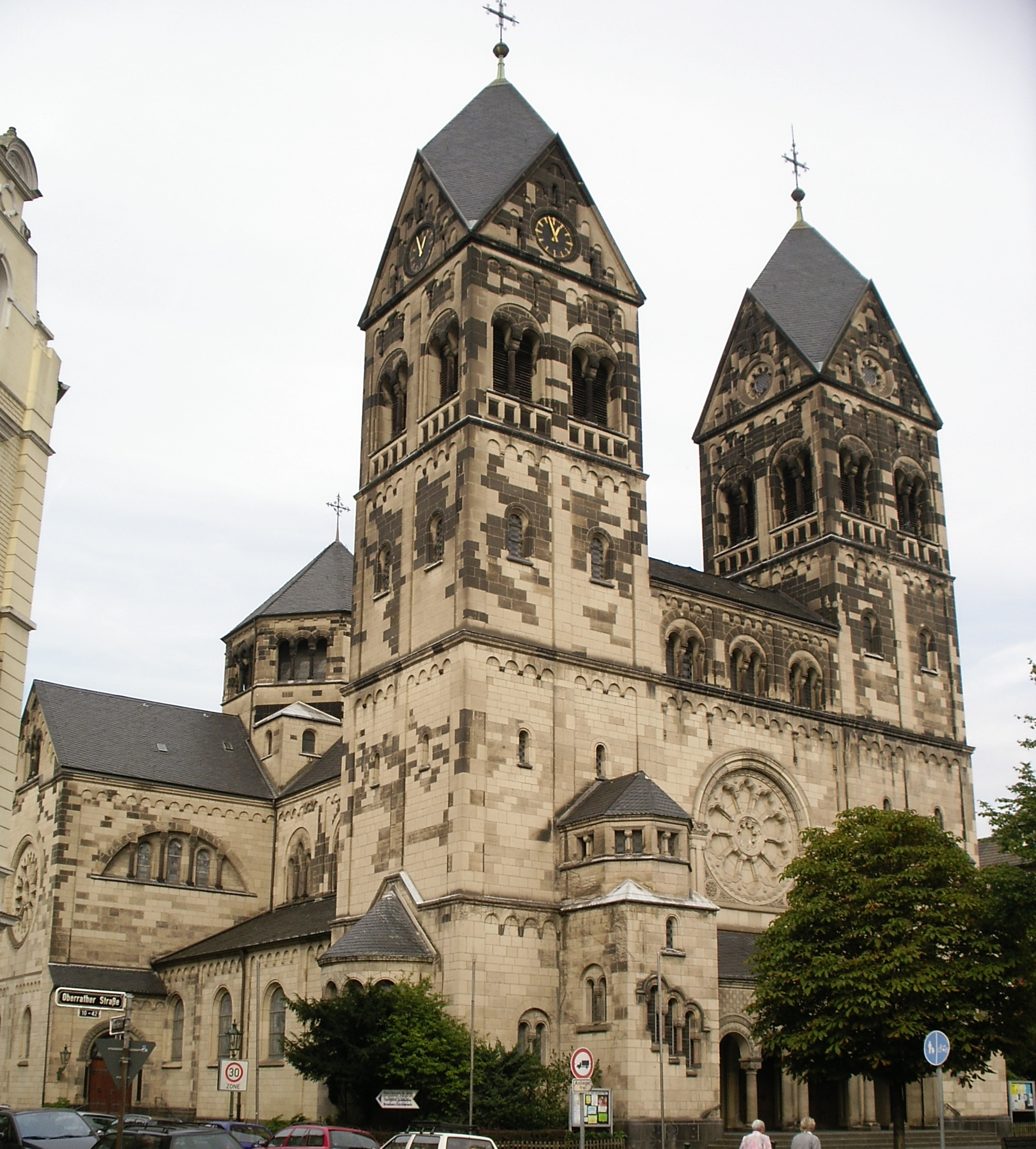
St.-Josef-Kirche

Das Gebiet des heutigen Stadtbezirks 6 liegt am Rande der rheinischen Hochterrasse, dem Übergang vom Niederrhein zum Bergischen Land. Hier steigt das Gelände rasch von 40 m ü. NN auf gut 100 m ü. NN an. Am Rande dieses Übergangs befanden sich sumpfige Flächen, der größte Teil des Gebietes war bewaldet. Die ältesten Spuren bisher gefundenen menschlicher Ansiedlungen stammen aus der Jungsteinzeit. Ausgrabungen legen nahe, dass es in Rath bereits um das Jahr 500 herum eine feste Siedlung gab.
1140 wurde der Aaper Wald erstmals urkundlich erwähnt. Aape (oder Aype) war die damalige Bezeichnung für einen wasserreichen Wald. Die ersten Siedler hier waren Rodebauern, die ihre Bau- und Ackerflächen dem dichten Wald abrangen. 1375 wird die Honschaft „Roede under dem Aype“ erwähnt, der Ursprung der späteren Siedlung Rath.
Erst Ende des 19. Jahrhunderts begann die eigentliche Entwicklung des Gebietes, die in den folgenden Jahrzehnten umso stürmischer verlief. 1872 wurde die Ruhrtalbahn eröffnet, 1891 erhielt Rath einen Bahnhof, 1897 siedelte sich Mannesmann in Rath an. 1909 wurden die vier Stadtteile, die heute den Stadtbezirk 6 bilden, auf eigenen Wunsch nach Düsseldorf eingemeindet.

## Politik
| Sitzverteilung in der Bezirksvertretung Stadtbezirk 6 Düsseldorf 2020Insgesamt 19 Sitze - Linke: 1 - SPD: 4 - Grüne: 4 - CDU: 7 - FDP: 2 - AfD: 1 Bezirksvertretungswahl 2020in Prozent %403020100 35,822,320,79,15,14,72,4 CDUGrüneSPDFDPAfDLinkeSonst.Gewinne und Verlusteim Vergleich zu 2014 %p 14 12 10 8 6 4 2 0 −2 −4 −6 −8−10−12−14−4,3+12,2−13,0+4,1+5,1−1,3−2,8CDUGrüneSPDFDPAfDLinkeSonst. |